# Liste der Individualrekorde in der National Football League
Die Liste der Individualrekorde in der National Football League stellt alle von der National Football League anerkannten Rekorde durch einen Einzelspieler dar. Beachtet wurden dabei die Leistungen in der National Football League seit 1920 und in der American Football League von 1960 bis 1969.

## Liste
| Meiste Punkte erzielt                        | Ernie Nevers 28. November 1929                                                                                          | 40  | LaDainian Tomlinson 2006                                                          | 186   | Adam Vinatieri                                    | 2.673  | Ricky Watters 15. Januar 1994                                                                                                  | 30  | Adam Vinatieri                                  | 238    |
| Meiste Touchdowns erzielt                    | Ernie Nevers 28. November 1929 Dub Jones 25. November 1951 Gale Sayers 12. Dezember 1965 Alvin Kamara 26. Dezember 2020 | 6   | LaDainian Tomlinson 2006                                                          | 31    | Jerry Rice                                        | 208    | Ricky Watters 15. Januar 1994                                                                                                  | 5   | Jerry Rice                                      | 22     |
| Meiste Point after Touchdowns erzielt        | Pat Harder 17. Oktober 1948 Bob Waterfield 22. Oktober 1950 Charlie Gogolak 27. November 1966                           | 9   | Matt Prater 2013                                                                  | 75    | George Blanda                                     | 943    | Lou Groza 26. Dezember 1954 Jim Martin 22. Dezember 1957 George Blanda 21. Dezember 1969 Mike Hollis 15. Januar 2000           | 8   | Stephen Gostkowski                              | 88     |
| Meiste Field-Goal-Versuche                   | Jim Bakken 24. September 1967                                                                                           | 9   | David Akers 2011                                                                  | 52    | Adam Vinatieri                                    | 715    | 7 Spieler | 6   | Adam Vinatieri                                  | 68     |
| Meiste Field Goals erzielt                   | Rob Bironas 21. Oktober 2007                                                                                            | 8   | David Akers 2011                                                                  | 44    | Adam Vinatieri                                    | 599    | Chris Boswell 15. Januar 2017                                                                                                  | 6   | Adam Vinatieri                                  | 56     |
| Meiste Läufe                                 | Jamie Morris 17. Dezember 1988                                                                                          | 45  | Larry Johnson 2006                                                                | 416   | Emmitt Smith                                      | 4.409  | Lamar Smith 30. Dezember 2000                                                                                                  | 40  | Franco Harris                                   | 400    |
| Meiste Yards erlaufen                        | Adrian Peterson 4. November 2007                                                                                        | 296 | Eric Dickerson 1984                                                               | 2.105 | Emmitt Smith                                      | 18.355 | Eric Dickerson 4. Januar 1986                                                                                                  | 248 | Emmitt Smith                                    | 1.586  |
| Meiste Touchdowns erlaufen                   | Ernie Nevers 28. November 1929 Alvin Kamara 26. Dezember 2020                                                           | 6   | LaDainian Tomlinson 2006                                                          | 28    | Emmitt Smith                                      | 164    | Ricky Watters 15. Januar 1994                                                                                                  | 5   | Emmitt Smith                                    | 19     |
| Meiste Passversuche                          | Drew Bledsoe 13. November 1994                                                                                          | 70  | Tom Brady 2022                                                                    | 733   | Tom Brady                                         | 12.050 | Steve Young 6. Januar 1996 | 65  | Tom Brady                                       | 1.921  |
| Meiste angekommene Pässe                     | Drew Bledsoe 13. November 1994                                                                                          | 45  | Tom Brady 2022                                                                    | 490   | Tom Brady                                         | 7.753  | Drew Brees 14. Januar 2012 | 40  | Tom Brady                                       | 1.200  |
| Meiste geworfene Yards                       | Norm Van Brocklin 28. September 1951                                                                                    | 554 | Peyton Manning 2013                                                               | 5.477 | Tom Brady                                         | 89.214 | Tom Brady 4. Februar 2018 | 505 | Tom Brady                                       | 13.400 |
| Meiste geworfene Touchdowns                  | 8 Spieler | 7   | Peyton Manning 2013                                                               | 55    | Tom Brady                                         | 649    | Daryle Lamonica 21. Dezember 1969 Steve Young 29. Januar 1995 Tom Brady 14. Januar 2012                                        | 6   | Tom Brady                                       | 88     |
| Meiste geworfene Interceptions               | Jim Hardy 24. September 1950                                                                                            | 8   | George Blanda 1962                                                                | 42    | Brett Favre                                       | 336    | Frank Filchock 15. Dezember 1946 Bobby Layne 26. Dezember 1954 Norm Van Brocklin 26. Dezember 1955 Brett Favre 20. Januar 2002 | 6   | Tom Brady                                       | 40     |
| Meiste gefangene Pässe                       | Brandon Marshall 13. Dezember 2009                                                                                      | 21  | Michael Thomas 2019                                                               | 149   | Jerry Rice                                        | 1.549  | Darren Sproles 14. Januar 2012                                                                                                 | 15  | Travis Kelce                                    | 178    |
| Meiste Yards gefangen                        | Flipper Anderson 26. November 1989                                                                                      | 336 | Calvin Johnson 2012                                                               | 1.964 | Jerry Rice                                        | 22.895 | Eric Moulds 2. Januar 1999 | 240 | Jerry Rice                                      | 2.245  |
| Meiste gefangene Touchdowns                  | Bob Shaw 2. Oktober 1950 Kellen Winslow 22. November 1981 Jerry Rice 14. Oktober 1990                                   | 5   | Randy Moss 2007                                                                   | 23    | Jerry Rice                                        | 197    | 14 Spieler | 3   | Jerry Rice                                      | 22     |
| Meiste Interceptions gefangen                | 19 Spieler | 4   | Dick Lane 1952                                                                    | 14    | Paul Krause                                       | 81     | Vernon Perry 29. Dezember 1979                                                                                                 | 4   | Charlie Waters Bill Simpson Ronnie Lott Ed Reed | 9      |
| Meiste erlaufene Yards nach Interception     | Charlie McNeil 24. September 1961                                                                                       | 177 | Darren Sharper 2009                                                               | 376   | Ed Reed                                           | 1.590  | Darrien Gordon 31. Januar 1999                                                                                                 | 108 | Asante Samuel                                   | 227    |
| Meiste erzielte Touchdowns nach Interception | 31 Spieler | 2   | Ken Houston 1971 Jim Kearney 1972 Eric Allen 1993                                 | 4     | Rod Woodson                                       | 12     | Aeneas Williams 20. Januar 2002 Dwight Smith 26. Januar 2003                                                                   | 2   | Asante Samuel                                   | 4      |
| Meiste Punts                                 | Leo Araguz 11. Oktober 1998                                                                                             | 16  | Bob Parsons 1981 Chad Stanley 2002                                                | 114   | Jeff Feagles                                      | 1.713  | Dave Jennings 3. Januar 1987                                                                                                   | 14  | Ray Guy                                         | 111    |
| Meiste Punt Returns                          | Eddie Brown 9. Oktober 1977                                                                                             | 11  | Danny Reece 1979                                                                  | 70    | Brian Mitchell                                    | 463    | Kyle Williams 22. Januar 2012                                                                                                  | 8   | David Meggett Brian Mitchell                    | 34     |
| Meiste Yards nach Punt Return                | LeRoy Irvin 11. Oktober 1981                                                                                            | 207 | Desmond Howard 1996                                                               | 875   | Brian Mitchell                                    | 4.999  | Allen Rossum 15. Januar 2005                                                                                                   | 152 | Brian Mitchell                                  | 339    |
| Meiste Touchdowns nach Punt Returns          | 13 Spieler | 2   | Jack Christiansen 1951 Rick Upchurch 1976 Devin Hester 2007 Patrick Peterson 2011 | 4     | Devin Hester                                      | 14     | 21 Spieler | 1   | 21 Spieler                                      | 1      |
| Meiste Kickoff Returns                       | Desmond Howard 26. Oktober 1997 Richard Alston 28. November 2004 Chris Williams 9. November 2014                        | 10  | MarTay Jenkins 2000                                                               | 82    | Brian Mitchell                                    | 607    | Marc Logan 12. Januar 1991 Andre Coleman 29. Januar 1995 Marcus Knight 26. Januar 2003                                         | 8   | Brian Mitchell                                  | 36     |
| Meiste Yards nach Kickoff Return             | Tyrone Hughes 23. Oktober 1993                                                                                          | 304 | MarTay Jenkins 2000                                                               | 2.186 | Brian Mitchell                                    | 14.014 | Andre Coleman 29. Januar 1995                                                                                                  | 244 | Brian Mitchell                                  | 875    |
| Meiste Touchdowns nach Kickoff Returns       | 10 Spieler | 2   | Travis Williams 1967 Cecil Turner 1970                                            | 4     | Josh Cribbs Leon Washington Cordarrelle Patterson | 8      | 24 Spieler | 1   | Ron Dixon                                       | 2      |
| Am häufigsten gefumblet                      | Len Dawson 15. November 1964                                                                                            | 7   | Kerry Collins 2001 Daunte Culpepper 2002                                          | 23    | Brett Favre                                       | 166    | Warren Moon 16. Januar 1994 | 5   | Warren Moon                                     | 16     |
| Meiste Fumble erobert                        | 7 Spieler | 4   | David Carr 2002                                                                   | 12    | Warren Moon                                       | 56     | 6 Spieler | 4   | Warren Moon                                     | 8      |
| Meiste Sacks                                 | Derrick Thomas 11. November 1990                                                                                        | 7,0 | Michael Strahan 2001                                                              | 22,5  | Bruce Smith                                       | 200,0  | Willie McGinest 7. Januar 2006                                                                                                 | 4,5 | Willie McGinest                                 | 16,0   |